# Sphenax cuneus
Sphenax cuneus är en insektsart som beskrevs av Vladimir M. Gnezdilov och Thierry Bourgoin 2009. Sphenax cuneus ingår i släktet Sphenax och familjen Caliscelidae.
Artens utbredningsområde är Madagaskar. Inga underarter finns listade i Catalogue of Life.